# M20 motorway (Irland)

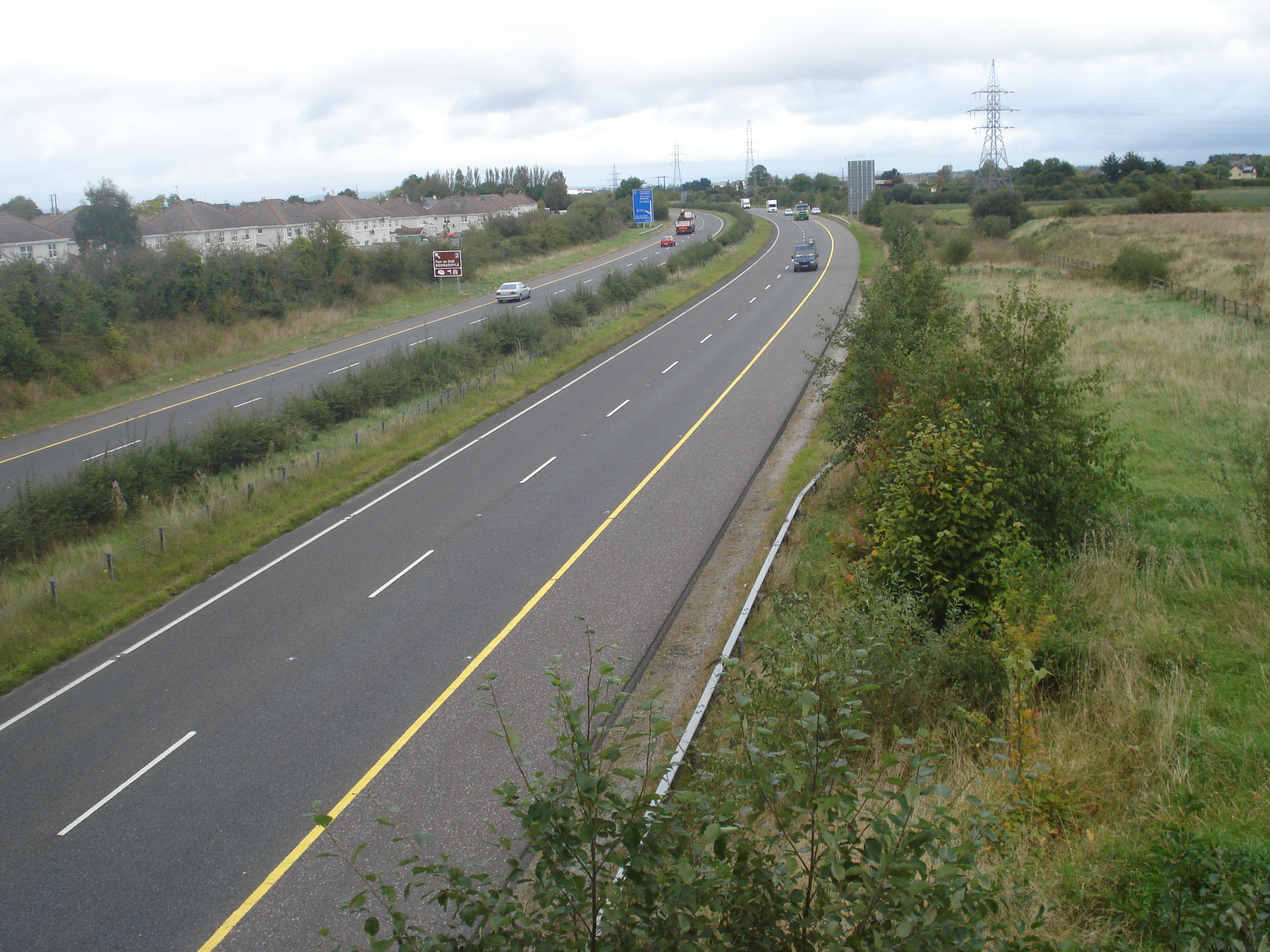
M20 bei Junction 2 (Aufnahme 2009)

Der M20 motorway (englisch für „Autobahn M20“, irisch Mótarbhealach M20) ist eine derzeit (2019) auf rund 9 km Länge ausgebaute, noch nicht auf ganzer Länge fertiggestellte hochrangige Straßenverbindung in der Republik Irland, die zusammen mit den fertiggestellten Teilen des M17 motorway und des M18 motorway einen Teil des Atlantic Corridor bildet, der in seinem Endausbau Letterkenny über Sligo, Galway, Limerick und Cork mit Waterford verbinden soll.